# Carcelia bombylans
Carcelia bombylans är en tvåvingeart som beskrevs av Robineau-desvoidy 1830. Carcelia bombylans ingår i släktet Carcelia och familjen parasitflugor. Arten har ej påträffats i Sverige. Inga underarter finns listade i Catalogue of Life.